# Sauzet (Drôme)
Sauzet település Franciaországban, Drôme megyében. Lakosainak száma 1834 fő (2022. január 1.). Sauzet La Bâtie-Rolland, Bonlieu-sur-Roubion, Condillac, La Laupie, Montboucher-sur-Jabron, Montélimar, Saint-Marcel-lès-Sauzet és Savasse községekkel határos.

## Népesség
A település népessége az elmúlt években az alábbi módon változott:
| Lakosok száma | 1110 | 1335 | 1436 | 1860 | 1858 | 1860 | 1840 | 1823 | 1830 | 1834 |
|               | 1968 | 1982 | 1990 | 2006 | 2013 | 2015 | 2017 | 2019 | 2020 | 2022 |